# Хирита
Хири́та (лат. Chirita) — род цветковых растений семейства Геснериевые, по современной классификации после ревизии 2011 года включающий единственный вид Chirita nigrum Хирита черная. Около 150 видов, ранее относимых к этому роду, включены в роды примулина, в меньшей степени Microchirita, Henckelia, Liebegia и Deinostigma.

## Ботаническое описание

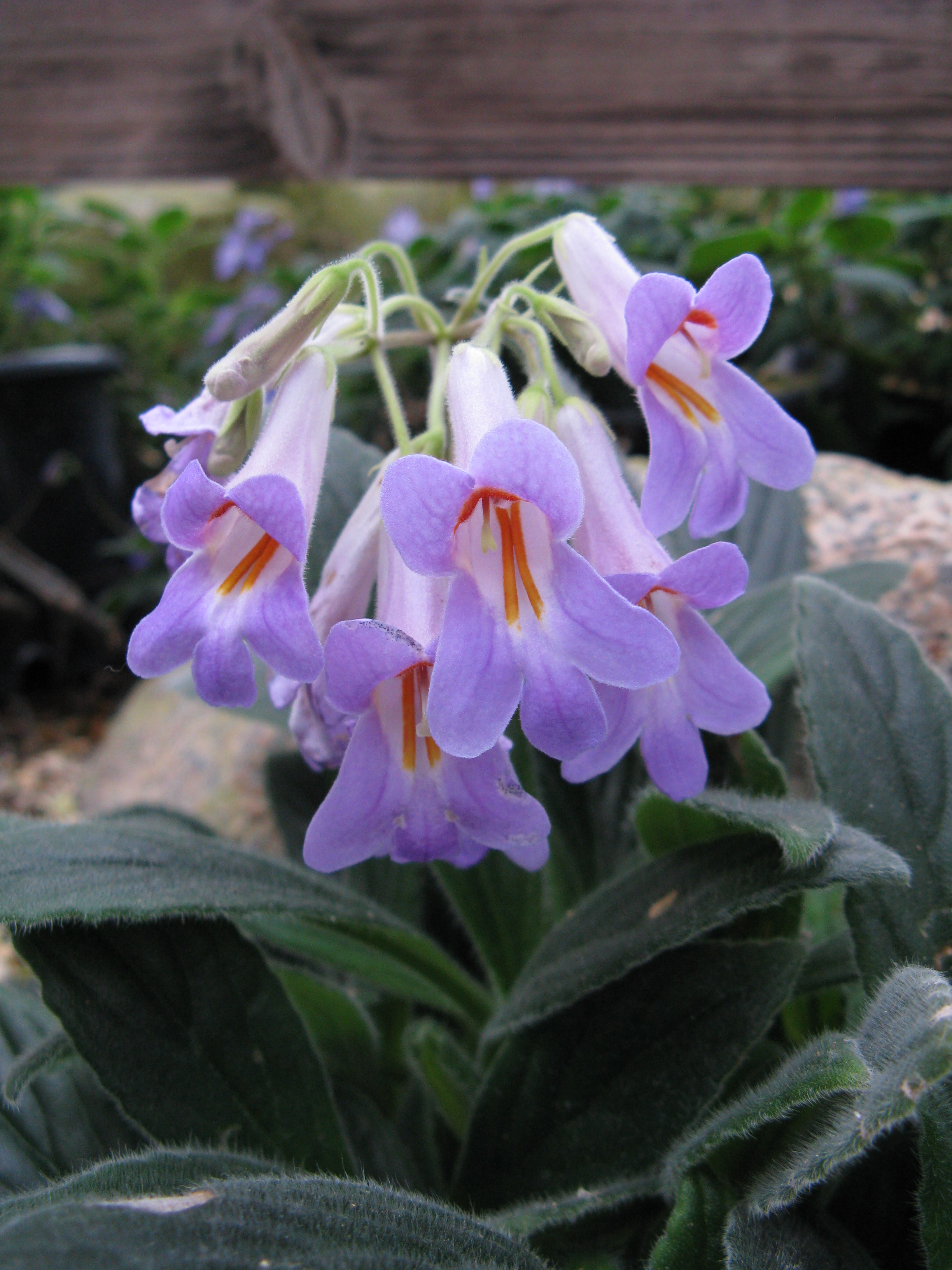
Chirita linearifolia

Виды рода Хирита — многолетние травянистые кустарники или однолетние травянистые растения с мягким стеблем — 180.
Среди видов рода Хирита встречаются также миниатюрные травянистые растения только с одним или двумя листьями.
Множество видов имеют необычные и очень красивые большие зелёные листья со сложными серебряными рисунками.
Многие виды рода Хирита имеют красивые цветки.

## Распространение
Виды рода Хирита встречаются от Шри-Ланки и Индии через Гималаи до Китая, Юго-Восточной Азии и Малайского полуострова.
Очень немногие виды также встречаются на островах Суматра, Ява и Борнео.
Виды рода Хирита не встречаются в Африке, Австралии, Японии и на Филиппинах.

## Культивирование
Многие красивоцветущие виды, ранее относимые к роду Хирита популярны в комнатном цветоводстве благодаря декоративным цветкам и/или листьям.
Некоторые из них:
- Отнесенные к роду Примулина
  - Chirita balansae → Primulina balansae
  - Chirita bogneriana → Primulina bogneriana
  - Chirita brassicoides → Primulina brassicoides
  - Chirita eburnea → Primulina eburnea
  - Chirita fimbrisepala → Primulina fimbrisepala
  - Chirita flavimaculata → Primulina flavimaculata
  - Chirita gemella → Primulina gemella
  - Chirita heterotricha → Primulina heterotricha
  - Chirita liboensis → Primulina liboensis
  - Chirita longgangensis → Primulina longgangensis
  - Chirita lutea → Primulina lutea
  - Chirita minutimaculata → Primulina minutimaculata
  - Chirita ophiopogoides → Primulina ophiopogoides
  - Chirita pteropoda → Primulina pteropoda
  - Chirita sclerophylla → Primulina sclerophylla
  - Chirita sinensis → Primulina dryas
  - Chirita spadiciformis → Primulina spadiciformis
  - Chirita subrhomboidea → Primulina subrhomboidea
  - Chirita tribracteata → Primulina tribracteata
  - Chirita wentsaii → Primulina wentsaii
  - Chirita yungfuensis → Primulina yungfuensis
- Отнесенные к роду Henckelia
  - Chirita anachoreta → Henckelia anachoreta
  - Chirita briggsioides → Henckelia briggsioides
  - Chirita dielsii → Henckelia dielsii
  - Chirita hookeri → Henckelia hookeri
  - Chirita moonii → Henckelia moonii
  - Chirita pumila → Henckelia pumila
  - Chirita speciosa → Henckelia speciosa
  - Chirita urticifolia → Henckelia urticifolia
  - Chirita wentsaii → Henckelia wentsaii
  - Chirita zeylanica → Henckelia communis

## Классификация

### Таксономия
Chirita Buch.-Ham. ex D.Don, 1825,  Prodr. Fl. Nepal. : 89
Род Хирита относится к семейству Геснериевые (Gesneriaceae) порядка Ясноткоцветные (Lamiales). Кладограмма в соответствии с Системой APG IV по состоянию на декабрь 2023 года:
|  |                                      |  |                                   |                                   |                       |  | ещё 23 семейств |               |               |                                                          |
|  |                                      |  |                                   |                                   |                       |  |                 |               |               | 1 подтвержденный вид и 13 видов, ожидающих подтверждения |
|  |                                      |  |                                   | порядок Ясноткоцветные            |                       |  |                 |               | род Хирита    |                                                          |
|  |                                      |  |                                   | порядок Ясноткоцветные            |                       |  |                 |               | род Хирита    |                                                          |
|  | отдел Цветковые, или Покрытосеменные |  |                                   |                                   | семейство Геснериевые |  |                 |               |               |                                                          |
|  | отдел Цветковые, или Покрытосеменные |  |                                   |                                   |                       |  |                 |               |               |                                                          |
|  |                                      |  | ещё 63 порядка цветковых растений | ещё 63 порядка цветковых растений |                       |  |                 | еще 195 родов | еще 195 родов |                                                          |
|  |                                      |  |                                   | ещё 63 порядка цветковых растений |                       |  |                 |               | еще 195 родов |                                                          |

### Виды
- Хирита черная (Chirita nigrum)